# Glührohrzündung
Eine Glührohrzündung besteht aus einem fremdgeheizten, dauernd glühenden Röhrchen im Zylinderkopf der ersten Benzinmotoren und wurde bis kurz nach Beginn des 20. Jahrhunderts verwendet. Das Glührohr entzündete das Kraftstoffgemisch.
Gottlieb Daimler und Wilhelm Maybach machten den von Nikolaus August Otto entwickelten Gasmotor für die Verwendung von flüssigen Kraftstoffen, speziell Benzin verwendbar. Im Jahr 1883 melden Daimler und Maybach unter der Patent-Nummer DRP 28022 einen sogenannten „Gasmotor mit Glührohrzündung“ an. Das war der erste schnelllaufende Viertakt-Benzinmotor der Weltgeschichte. Die Glührohrzündung ermöglichte zusammen mit anderen Erfindungen, wie der Kurvennutensteuerung des Auslassventils, erstmals „schnelllaufende“ Motoren. Liefen Viertaktmotoren nach dem Bauprinzip Ottos bis dahin mit Drehzahlen um 150/min, schafften Daimler und Maybach erstmals 600/min, später 900/min.
Die Hochspannungszündung mit einem Zündfunken durch Zündspule und Unterbrecher entstand erst über zwei Jahrzehnte später, löste die Glührohrzündung jedoch im Motorenbau durchweg ab. 
Lediglich die heute im Modellbau eingesetzten Kleinstmotoren, sog. Glühzündermotoren, arbeiten noch nach einem ähnlichen Prinzip. Prinzip jeder Zündung ist die Einleitung der benötigten Aktivierungsenergie in das zündfähige Gemisch zum Start der Oxidation. Bestimmende Größe ist die sogenannte Cetanzahl. Bei Dieselkraftstoffen genügt die Verdichtungsendtemperatur zur Zündungseinleitung, unterstützt wird dieses bei Glühzündungsmotoren durch einen im Brennraum befindlichen Glühkörper. Bei Kraftstoffen mit sehr hoher Aktivierungsenergie, oder hoher Oktanzahl, kommt Fremdzündung zum Einsatz: mittels Zündkerze, oder offener Flamme im Falle der Glührohrzündung.